# Wrzos zwyczajny

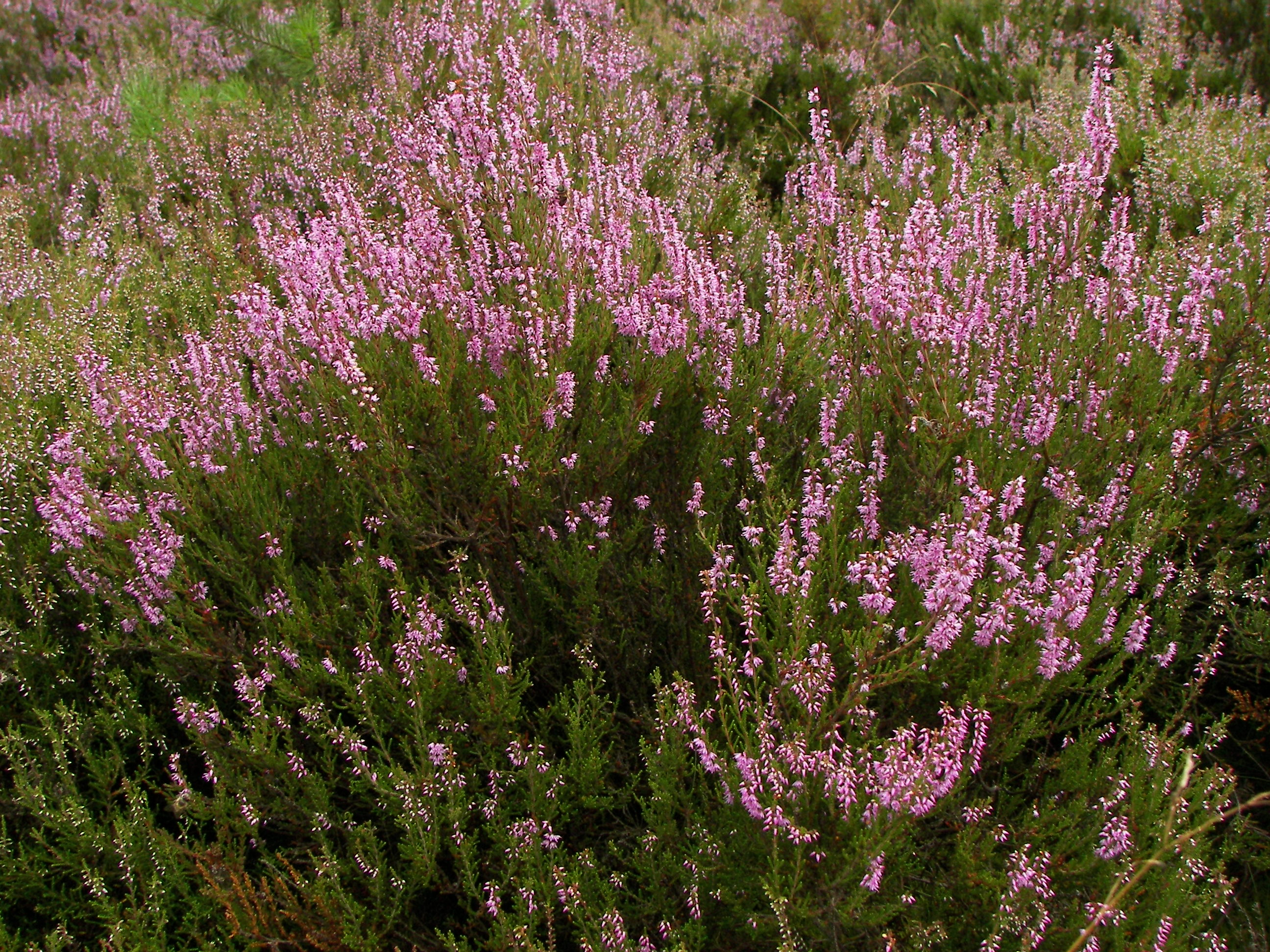
Pokrój rośliny kwitnącej

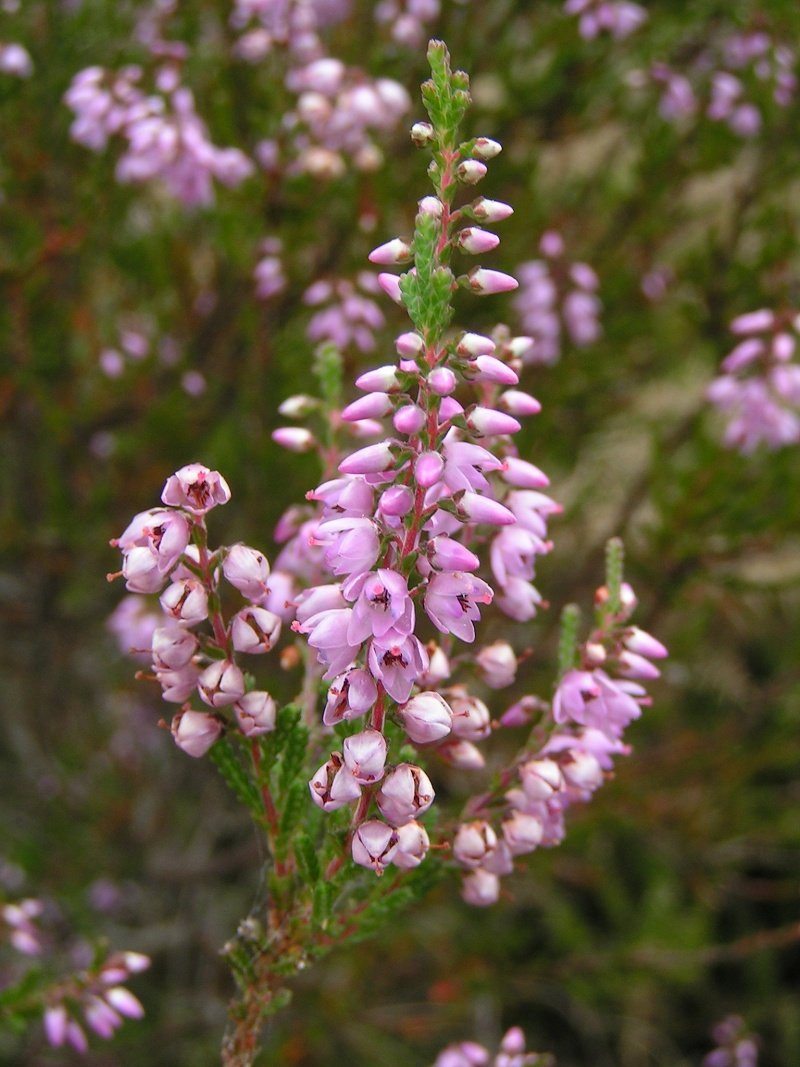
Szczyt pędu podczas kwitnienia

Wrzos zwyczajny, wrzos pospolity (Calluna vulgaris (L.) Hull) – jedyny gatunek rośliny wieloletniej z rodzaju wrzos (Calluna Salisb.) należącego do rodziny wrzosowatych (Ericaceae Juss.). Występuje w niemal całej Europie i przyległych obszarach Azji i Afryki oraz jako zawleczony na innych kontynentach. W Polsce jest to gatunek pospolity. Rośnie w różnych zbiorowiskach roślinnych i w różnych warunkach wilgotnościowych, zawsze jednak na glebach kwaśnych i ubogich. Jest wykorzystywany jako roślina miododajna i lecznicza oraz uprawiany jest jako roślina ozdobna. Wyhodowano liczne odmiany wrzosu różniące się formą wzrostu, barwą kwiatów i liści, terminami kwitnienia. Gatunek o szczególnym, symbolicznym znaczeniu i wszechstronnych zastosowaniach, zwłaszcza w północnej Europie – w Irlandii, Szkocji i Norwegii.

## Rozmieszczenie geograficzne
Rodzimy obszar występowania wrzosu obejmuje niemal całą Europę, część Azji (Turcja, Syberia) oraz północną Afrykę (góry w północnym Maroko, Azory, Madera). W Europie rośnie na północy po najdalsze końce Półwyspu Skandynawskiego oraz na Islandii, ale na południu brak go w południowo-wschodniej części Półwyspu Iberyjskiego, a na Półwyspie Apenińskim i Bałkańskim rośnie tylko w górach, w ich północnej części. Z wysp na Morzu Śródziemnym rośnie tylko na Korsyce. Ku wschodowi zasięg zwarty obejmuje północno-wschodnią część kontynentu po Ural, dalej na Syberii wrzos rośnie już bardzo rozproszony. Podobnie bardzo nieliczne stanowiska ma w Azji Mniejszej. Generalnie w zachodniej części zasięgu częściej gatunek powszechny i masowo rosnący, ku wschodowi spotykany coraz rzadziej i mniej licznie. 
W Polsce wrzos jest pospolity niemal na całym obszarze, lokalnie tylko bywa rzadszy (np. na Żuławach Wiślanych i Równinie Pyrzyckiej).

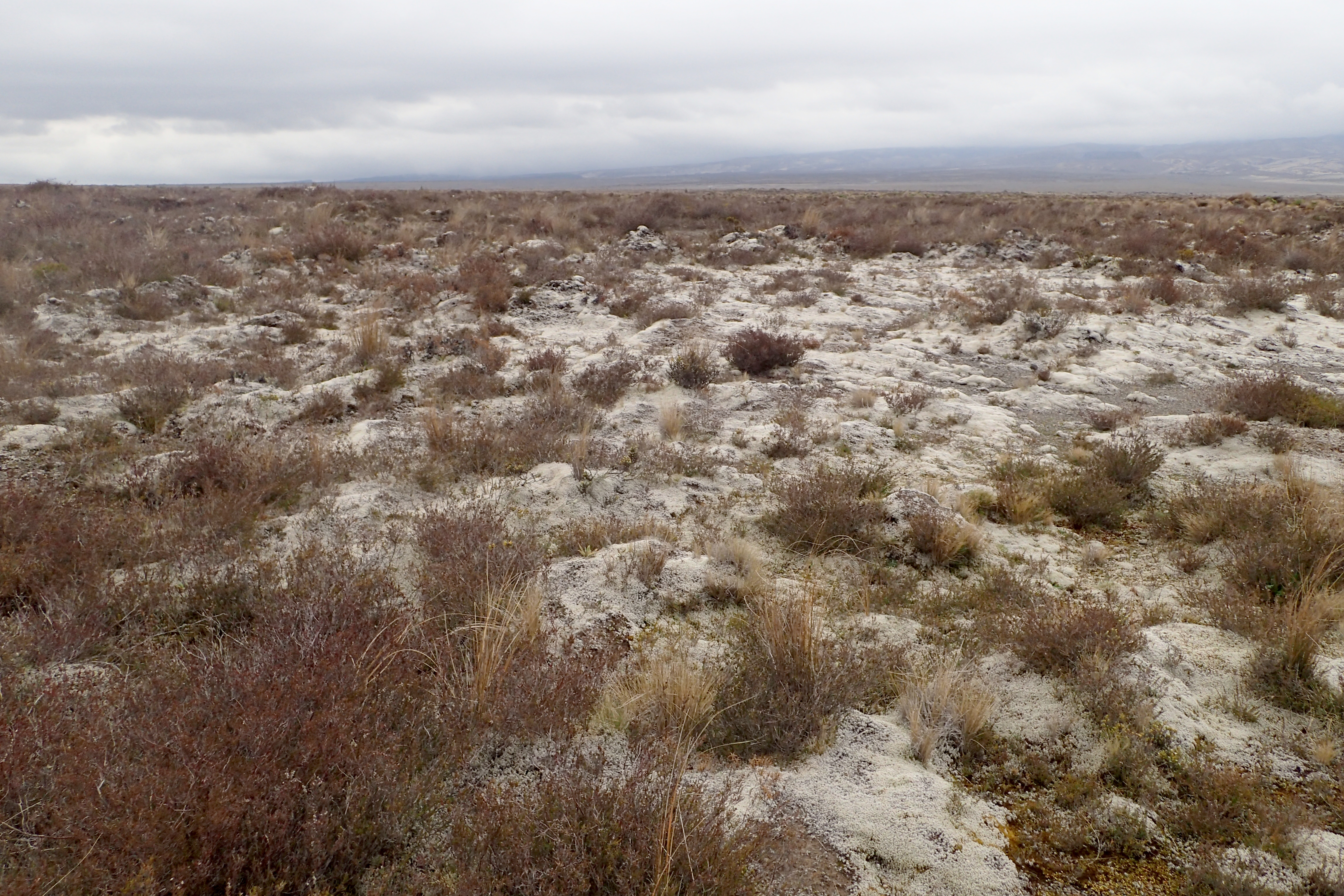
Wrzos zwyczajny inwazyjny na Pustyni Rangipo w Nowej Zelandii (wczesne lato – listopad)

Jako gatunek zawleczony lub uciekinier z uprawy rozprzestrzenił się także w Australii, Nowej Zelandii oraz Ameryce Północnej. W Australii rośnie na Tasmanii. W Nowej Zelandii rozprzestrzenił się na Wyspie Północnej w Parku Narodowym Tongariro. W końcu XX wieku dominował tam na powierzchni 1 tys. ha, a obecny był na dalszych 25 tys. ha. W Ameryce rośnie głównie w jej części północno-wschodniej, wzdłuż wybrzeży od Labradoru po Wirginię Zachodnią oraz w Kolumbii Brytyjskiej. 

## Morfologia
PokrójKrzewinka zimozielona osiągająca zwykle do 0,5–0,6 m wysokości, rzadko do 1-1,2 m, a wyjątkowo do 2 m wysokości. Pędy są cienkie (u nasady wyjątkowo do 1,5 cm średnicy), pokładają się na ziemi. Pąki bardzo drobne. Młode pędy są owłosione lub nagie. Kora jest ciemnopomarańczowa do czerwonawej.
KorzenieSą słabo rozczłonkowane, sięgają w głąb gleby do niemal 1 m. Korzenie rozrastają się zwykle płytko w glebie na powierzchni podobnej do zajmowanej przez część nadziemną rośliny, po czym wrastają ukośnie lub pionowo w głąb gleby. Na siedliskach silniej uwodnionych korzenie rozwijają się wyłącznie w płytkiej, przypowierzchniowej warstwie gleby (do 10 cm).
LiścieZimozielone, drobne, igiełkowate, naprzeciwlegle. Na głównym pędzie rosną luźno, a na pędach bocznych bardzo gęsto. Blaszka jest naga, podługowato lancetowata do jajowato lancetowatej o wymiarach 2,5-3,5 × 0,5-0,7 mm. Odosiowo blaszka ma kant, a na powierzchni doosiowej bruzdę. U nasady liście są siedzące i uszkowato obejmują łodygę.
KwiatyObupłciowe, drobne, dzwonkowate, różowoliliowe, rzadziej białe, czterokrotne, zebrane w luźnych, jednostronnych wielokwiatowych, rozgałęzionych szczytowych gronach. Wąskie kwiatostany osiągają do 15–25 cm długości (stanowią ok. 1/3 do blisko połowy długości pędów rocznych). Poszczególne kwiaty otoczone są zielonym, 4-listkowym kieliszkiem. Działki kielicha barwne, długości do 3–4 mm, podobne do płatków korony, które są krótsze (zwykle do 2, rzadko 3 mm długości), połączone u nasady. Pręcików jest 8, ich pylniki mają 1 mm długości i są ciemnobrązowe z parą jaśniejszych, zagiętych wyrostków u nasady. Pylniki otwierają się porami. Nitki pręcików nagie, wygięte, płaskie i przylegają do zalążni. Zalążnia górna, powstaje z 4 owocolistków, z pojedynczą szyjką słupka. Szyjka słupka prosta lub słabo wygięta. Osiąga do 3 mm długości i wystaje nieco ponad okwiat. Znamię główkowate, z niewyraźnymi łatkami.
OwocePękające czterema klapami, czterokomorowe torebki ukryte wśród trwałych listków okwiatu. Osiągają one 2–2,5 mm długości, mają kulisty kształt, barwę żółtawą do pomarańczowej, okryte są białawymi włoskami. Na szczycie owoców zachowuje się zaschnięta szyjka słupka. Torebki zawierają liczne, bardzo drobne nasiona o wymiarach: 0,5-0,7 × 0,2-0,3 mm. Nasiona mają barwę czerwonopomarańczową.

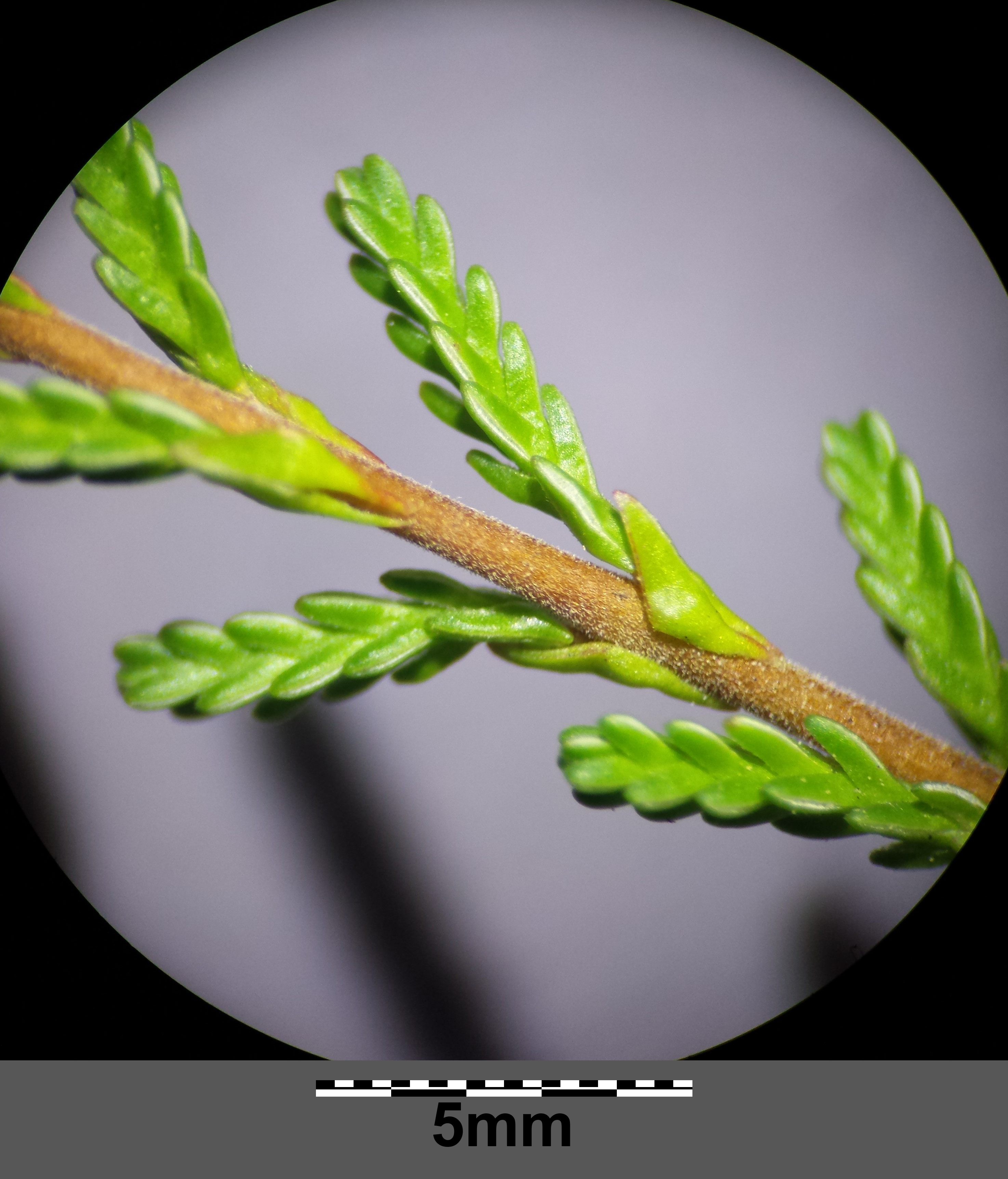
Rozgałęziony pęd
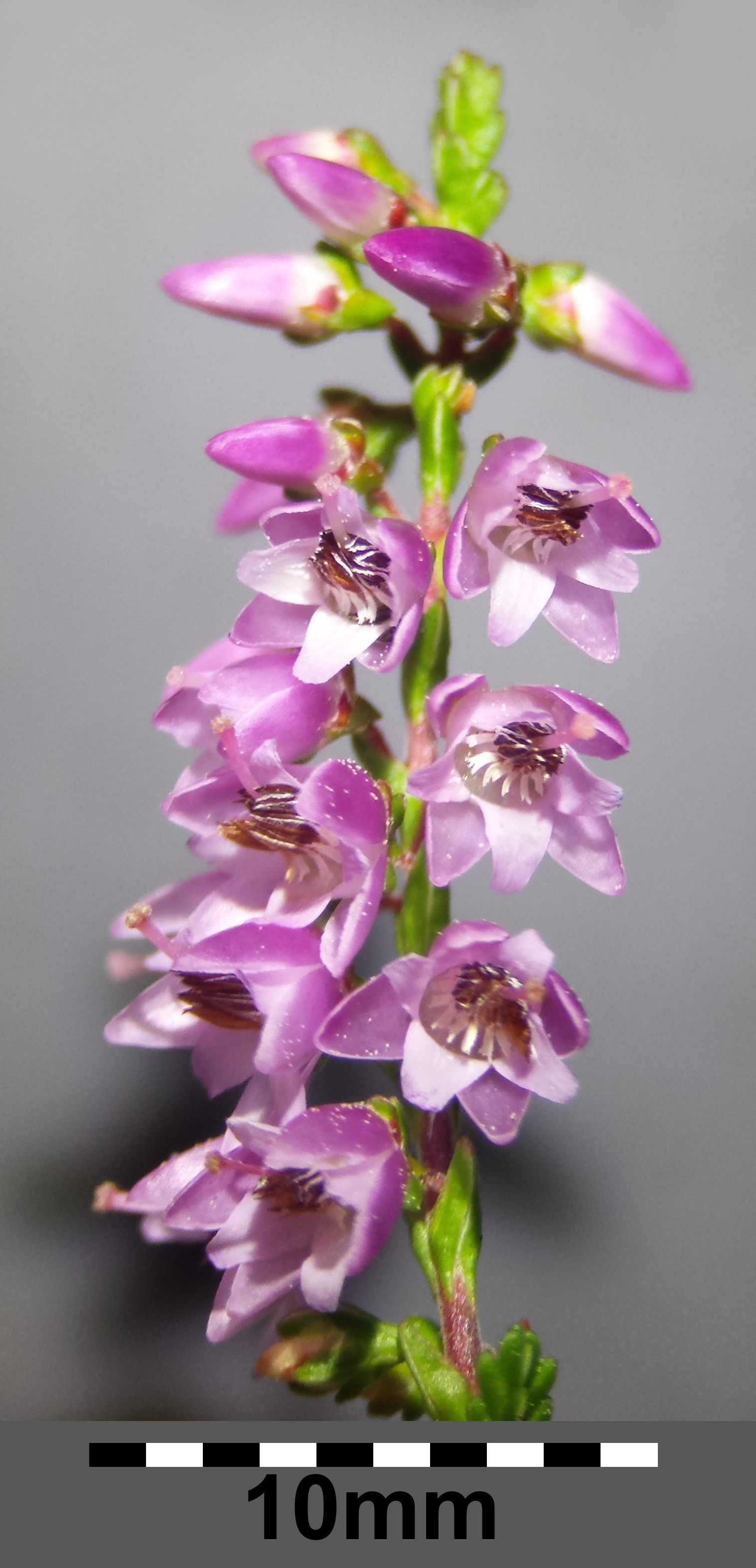
Kwiatostan
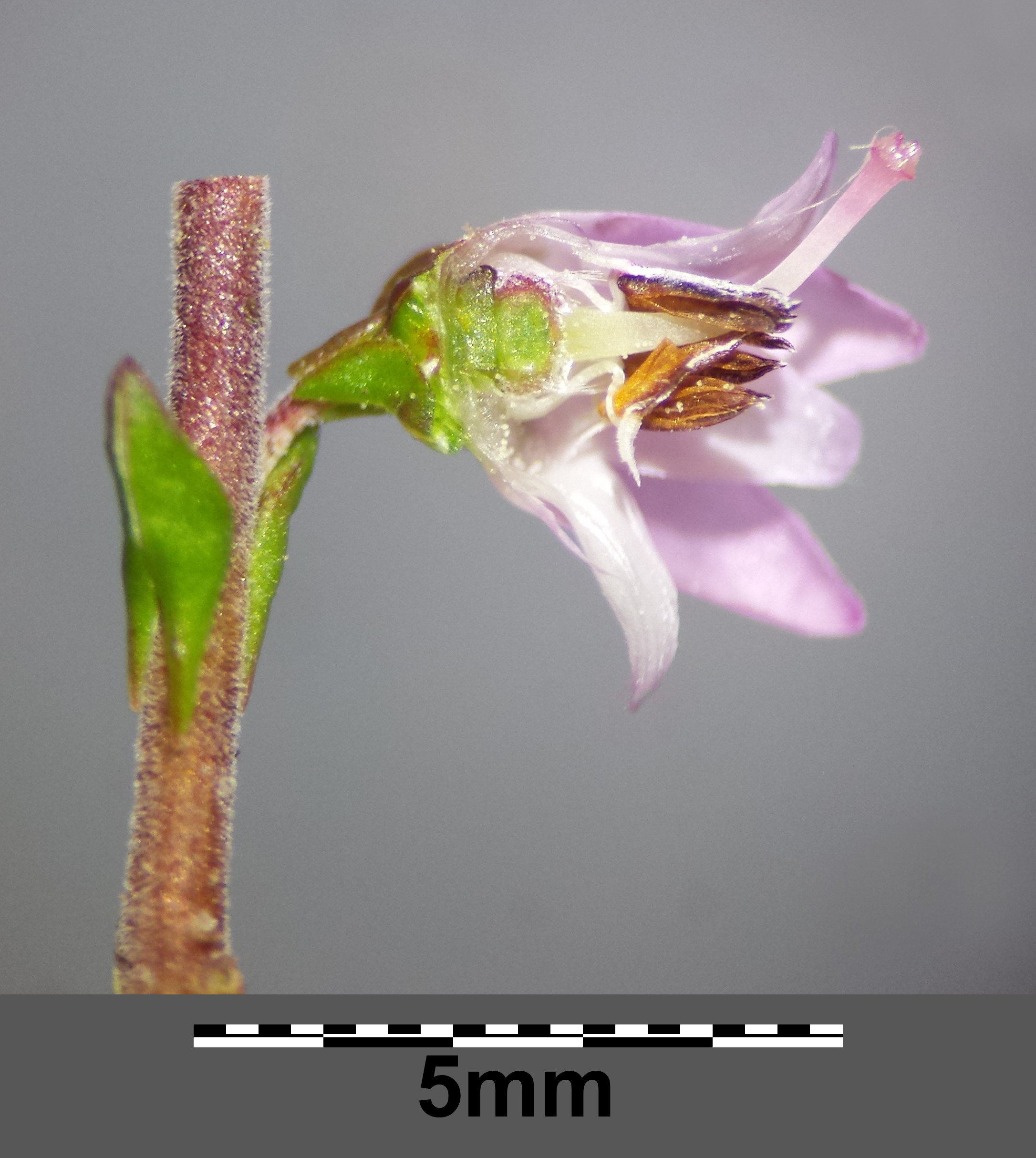
Przecięty kwiat
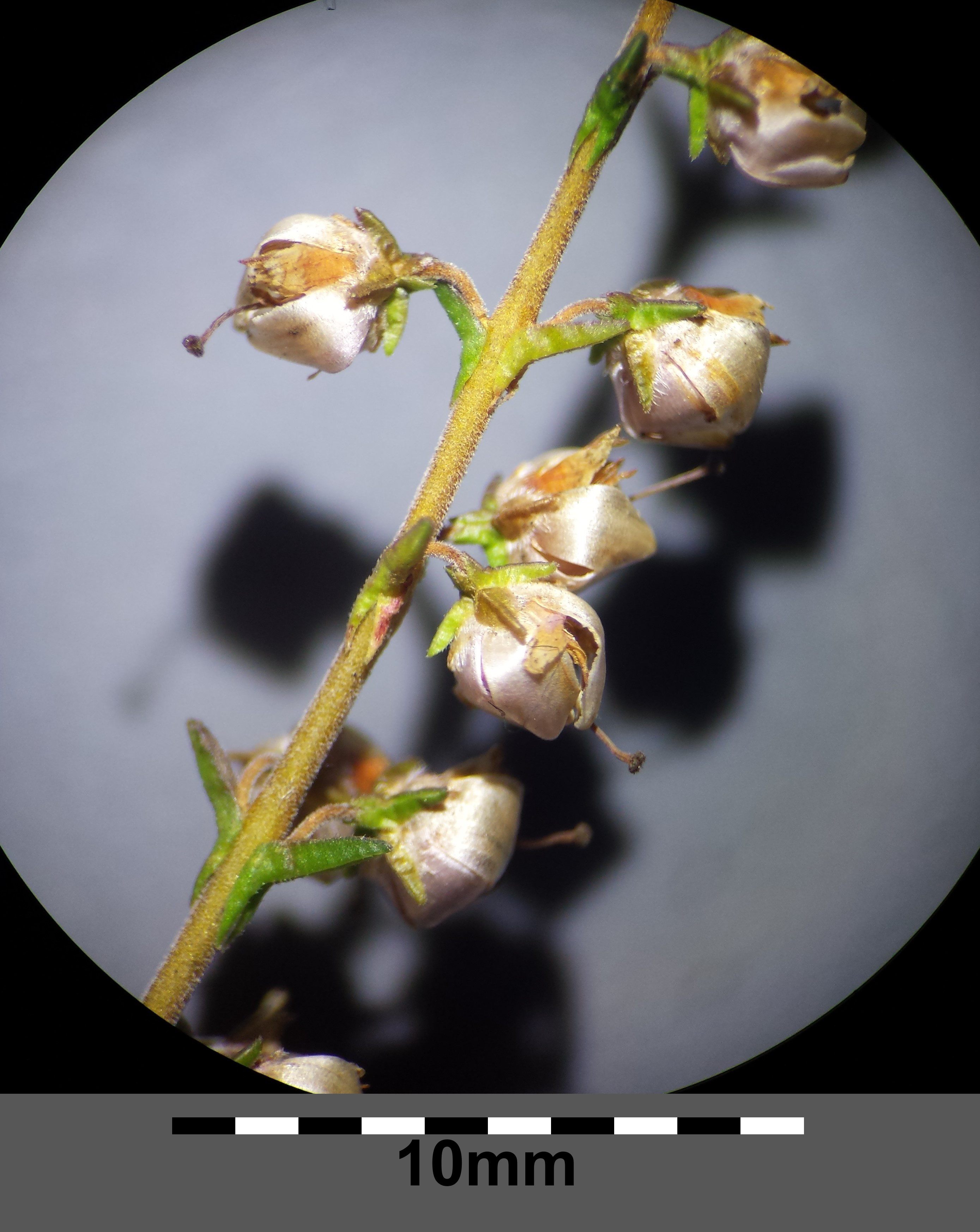
Owoce
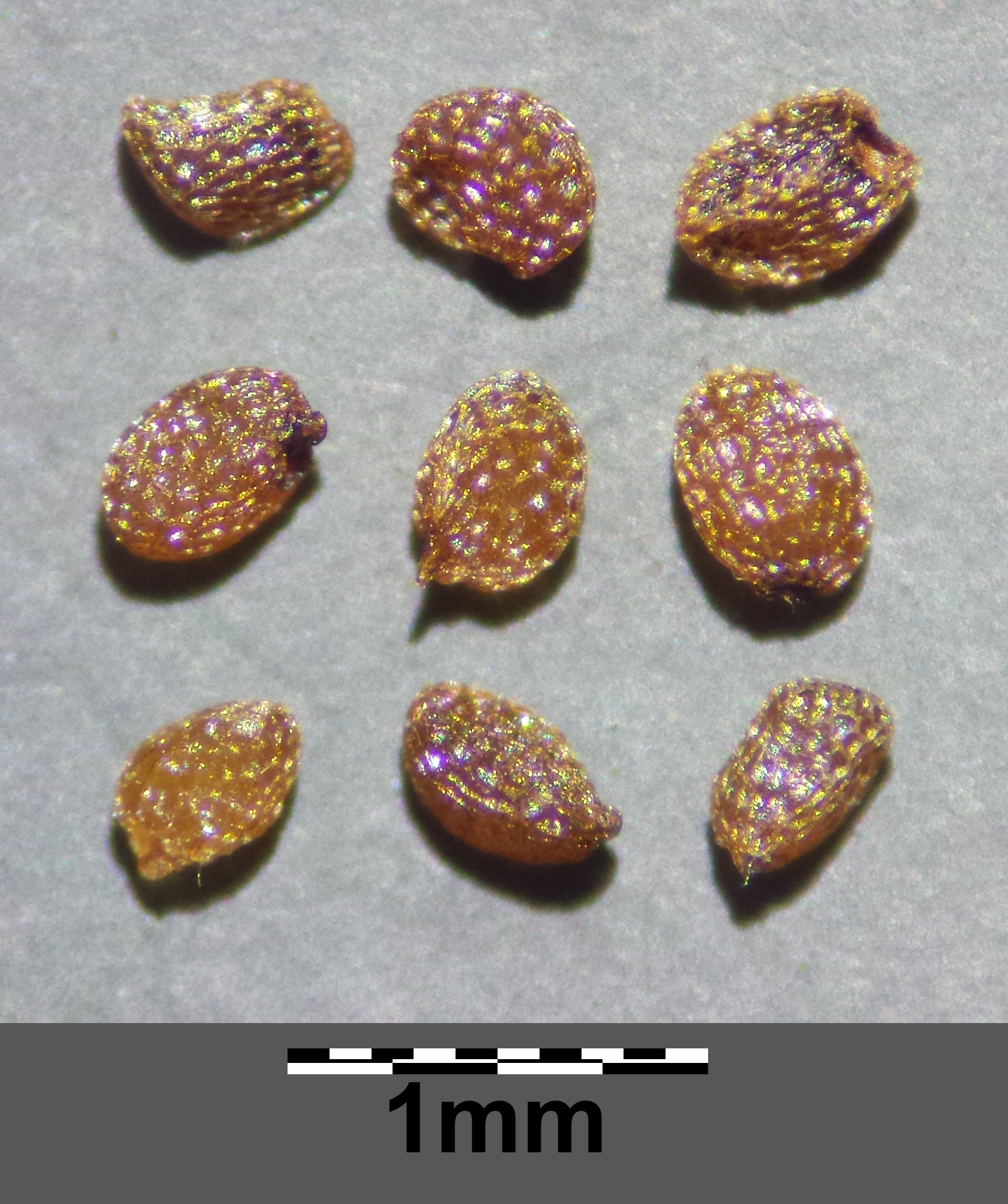
Nasiona

Gatunki podobneRoślina charakterystyczna, łatwo rozpoznawalna. Już Krzysztof Kluk o wrzosie pisał niewiem komuby był nieznaiomy. Odmiana o pędach biało owłosionych bywa jednak mylona z wrzoścem bagiennym.

## Biologia

### Rozwój
Wrzos jest krzewinką, w klasyfikacji form życiowych roślin według Raunkiæra zaliczany jest do chamefitów. Początkowo roślina rośnie i rozkrzewia się rosnąc pionowo ku górze. Okres ten trwa w zależności od siedliska do 4–6 roku życia. W następnym okresie życia, do wieku lat kilkunastu, krzewinka rozrasta się na boki, przybierając formę poduchowatą. Po około 14 roku życia rośliny w części środkowej (najstarszej) zaczynają rzednąć. Po 25 roku życia pędy w środkowej części całkowicie zamierają. Długość życia krzewinek zależy od warunków siedliskowych – w borach świeżych i bagiennych żyją zwykle do kilkunastu lat, w borach suchych dożywają ok. 30–40 lat, a w lasach górskich znajdowane były też okazy ponad 50-letnie. Wrzosy rosnące w kobiercu mszaków – torfowców na mokradłach i najczęściej rokietnika w borach nie przybierają formy poduchowatej, ponieważ ich pędy sukcesywnie przerastane są przez mszaki, ukorzeniają się i wytwarzają wyrastające corocznie nad powierzchnię nowe pędy. Tak rosnące rośliny dożywają ok. 22 roku życia. Najintensywniejszy wzrost wrzosów według różnych źródeł następuje wiosną i jesienią lub w pełni lata. Przyrosty osiągają w przypadku pędów 200 g m-2 i 45 g m-2 w przypadku kwiatów. Wielkości te zmieniają się w różnych latach w zależności od warunków pogodowych (średniej temperatury i wielkości opadów w okresie od maja do sierpnia), ale pozostają podobne u krzewinek w różnym wieku. Pąki formują się od połowy do końca zimy. 
Wrzosy kwitnąć zaczynają już w drugim roku życia (w borach świeżych później – po 5 roku życia), ale największy udział pędów kwitnących występuje u roślin 6- i 7-letnich (w borach świeżych u roślin 6- do 9-letnich). Na intensywność kwitnienia istotny mają wpływ temperatury w kwietniu, kiedy rozwój kwiatów się zaczyna. Rośliny kwitną przez trzy tygodnie w okresie od końca lipca do końca września, dłużej w lata chłodne. W Europie Środkowej intensywne kwitnienie zaczyna się w pierwszej dekadzie sierpnia. U odmian ogrodowych kwitnienie jest wydłużone i trwać może w sumie od końca czerwca do listopada. Kwiaty są słabo przedprątne. Po przekwitnieniu listki okwiatu zasychają i utrzymują się na roślinie okrywając owoce przez całą zimę. 
Kwiaty są owadopylne i są zapylane przez owady z różnych grup systematycznych (patrz sekcja „Interakcje międzygatunkowe”). Do zapłodnienia może dojść także w wyniku wiatropylności i samopylności, przy czym ostatni sposób rzadko jest skuteczny. Owoce dojrzewają we wrześniu i październiku. Dorosłe rośliny wytwarzają tysiące nasion w ciągu roku, przy czym udział nasion zdolnych do kiełkowania jest odwrotnie skorelowany z wysokością, na jakiej rośliny rosną. Nasiona zachowują zdolność do kiełkowania przez co najmniej 100 lat i kiełkują przy dostępie do światła, znacznie skuteczniej na glebie mineralnej niż organicznej. Drobne, lekkie nasiona przenoszone są przez wiatr na duże odległości, ale pewną rolę w ich dyspersji odgrywać może także woda, ludzie, zwierzęta i pojazdy. W glebowym banku nasion może być zdeponowanych do 100 tys. nasion wrzosu na 1 m². Depozyt ten odgrywa istotną rolę w regeneracji wrzosowiska w przypadku zniszczenia pokrywy roślinnej w wyniku pożaru, ingerencji człowieka lub z innych powodów. 
Wrzos rozprzestrzenia się głównie za pomocą nasion – mimo zdolności do korzenienia się pędów, zróżnicowanie genetyczne populacji świadczy o niewielkim znaczeniu rozmnażania wegetatywnego. Siewki pojawiają się najprawdopodobniej zarówno jesienią, jak i wiosną. Mają hipokotyl nagi, zielny, czerwonawy i osiągający zaledwie do 3 mm długości. Para siedzących liścieni ma nieco pochwowatą nasadę. Blaszka liścieni osiąga do 1 mm długości, jest nieco skórzasta, podługowato lancetowata, o nasadzie zbiegającej i wierzchołku zaokrąglonym. Epikotylu brak. Pierwsze liście o długości 1 mm wyrastają naprzeciwlegle i w okółkach.
W wyniku działania ognia lub zgryzienia gałęzi przez zwierzęta roślinożerne z nasady pędu wyrastają nowe odgałęzienia, ale tylko u osobników stosunkowo młodych – mających do 15–20 lat. Warunkiem jest też to, że temperatura podczas pożaru w rejonie nasady pędu nie może być wyższa niż 290 °C.

### Cechy fitochemiczne
Roślina o zapachu słabo aromatycznym i nieco gorzkim smaku. Ziele zawiera 0,35–0,42% arbutyny, ok. 7% garbników, erikolinę, alkaloidy (erykodynę), flawonoidy (kwercytrynę i mirycytrynę), procyjanidyny, niewielkie ilości olejku eterycznego, kwas cytrynowy, taninowy i krzemowy, związki mineralne m.in. z krzemem i potasem.

## Ekologia

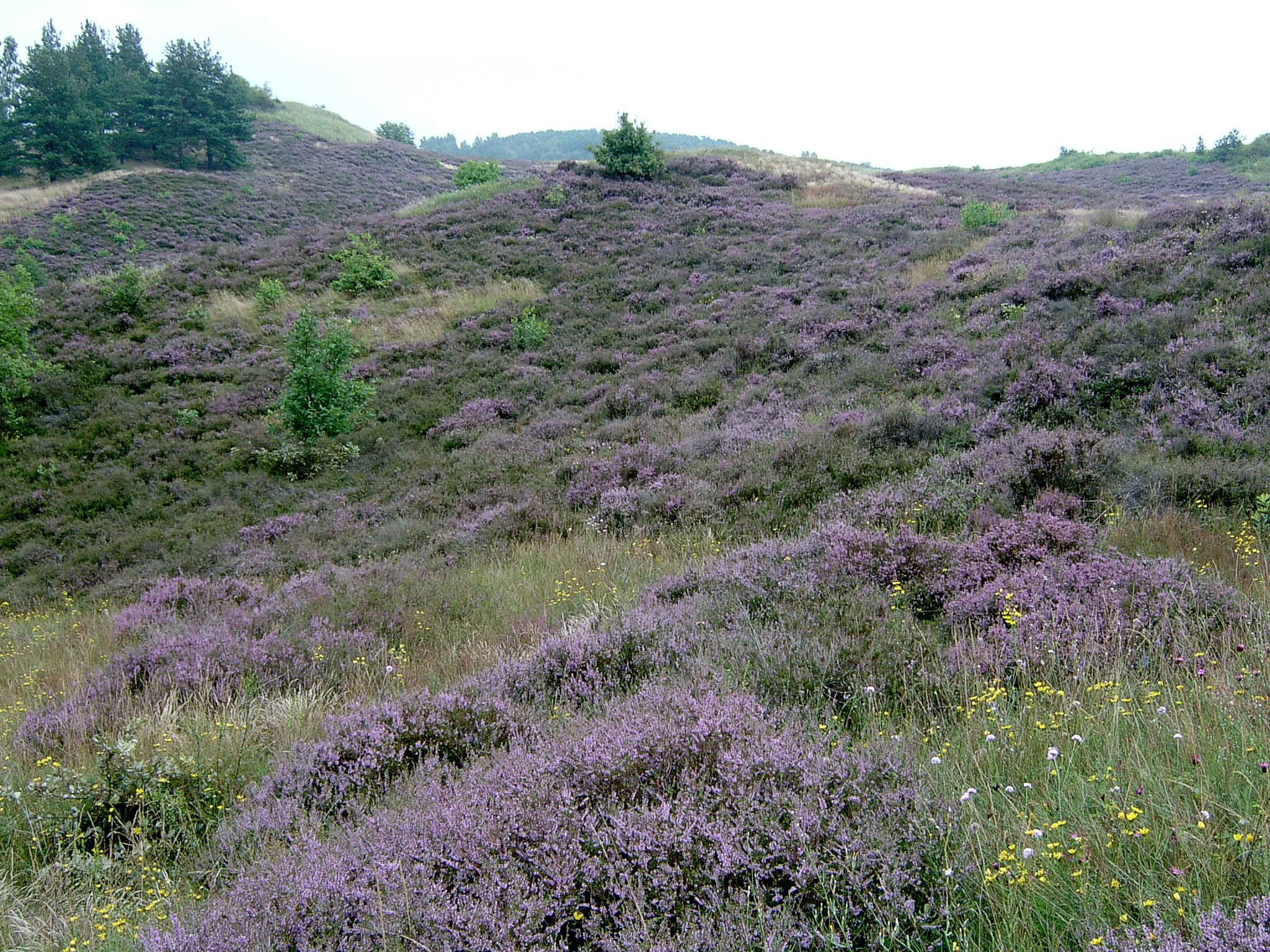
Wrzosowisko suche w rezerwacie Wrzosowiska Cedyńskie

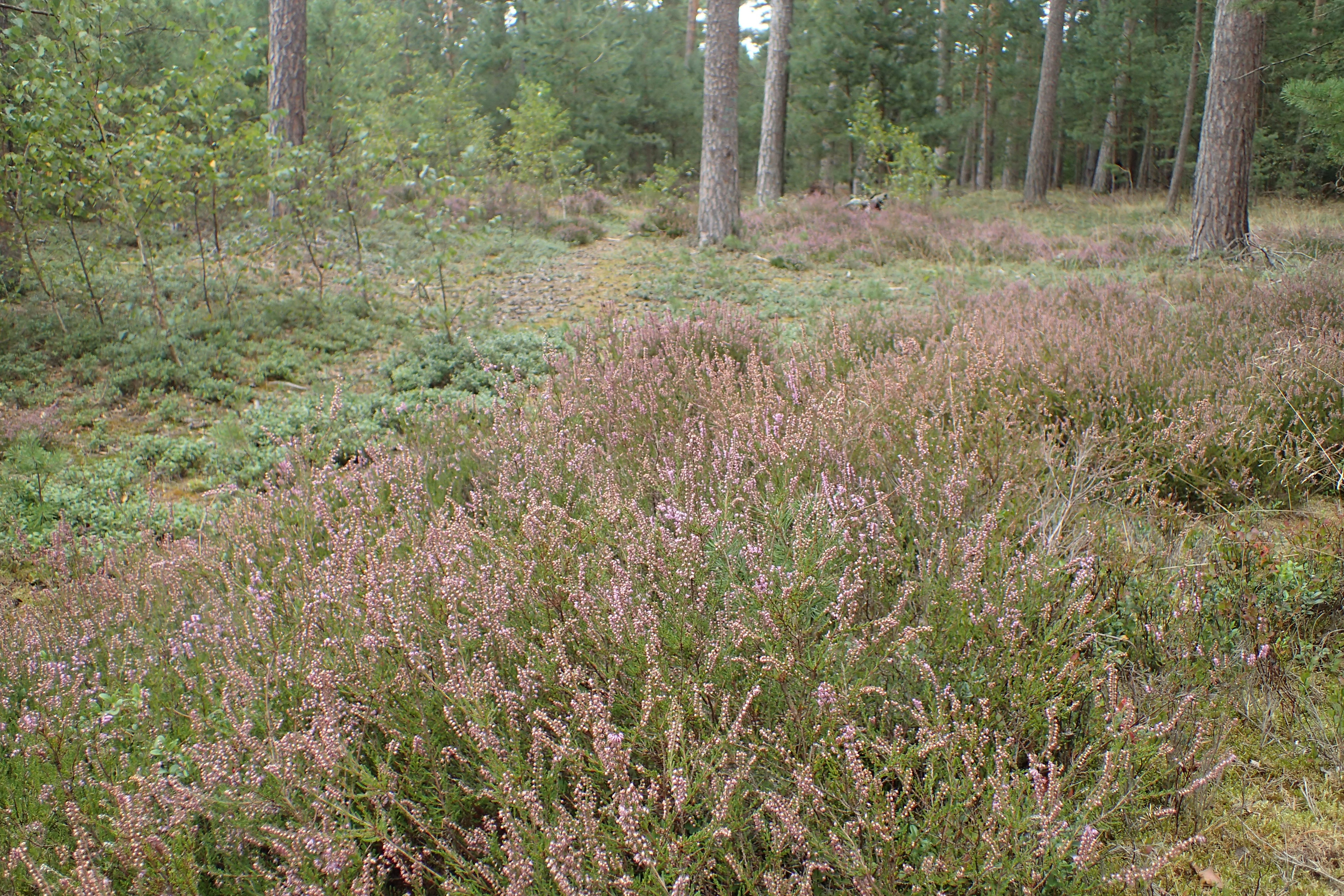
Wrzos w runie boru sosnowego (Pogorzelica na Pomorzu Zachodnim)

### Siedlisko
Wrzos to roślina wybitnie kwasolubna – rośnie na glebach o różnej wilgotności od suchych piasków po bagna, jednak zawsze kwaśnych i ubogich. Uznawany jest za gatunek wskaźnikowy takich gleb. Unika skał wapiennych. Występuje na terenach nizinnych i w górach sięgając po 2700 m n.p.m. w Alpach, 2060 m n.p.m. w Tatrach. Optimum ekologiczne gatunek ma w formacjach krzewinkowych rozwijających się pod wpływem wilgotnego i łagodnego klimatu atlantyckiego – na wrzosowiskach. Do Europy Środkowej i Polski sięgają one wykształcone w postaci uproszczonej i wrzos rośnie tu często na siedliskach leśnych istotnie wpływając na fizjonomię i ekologię dna lasu, zwłaszcza na siedliskach borowych. Zasiedla poza tym murawy, zdegradowane łąki, torfowiska wysokie. Źle rośnie w miejscach zacienionych – słabo się w takich miejscach rozgałęzia i kwitnie. W Ameryce Północnej jako gatunek introdukowany rozprzestrzenia się i rośnie wewnątrz kontynentu głównie wzdłuż linii kolejowych. Na Nowej Zelandii rozprzestrzenia się wzdłuż dróg i dolin rzecznych.

### Fitosocjologia
Wrzos zwyczajny rośnie w różnych zbiorowiskach roślinnych: w borach sosnowych (chrobotkowych, suboceanicznych świeżych i bagiennych), na wrzosowiskach (zarówno bagiennych z wrzoścem bagiennym jak i suchych), także torfowiskach i ustabilizowanych wydmach. W klasyfikacji zbiorowisk roślinnych gatunek charakterystyczny dla rzędu (O.) Calluno-Ulicetalia, Ass. Calluno-Sarothamnetum.

### Interakcje międzygatunkowe

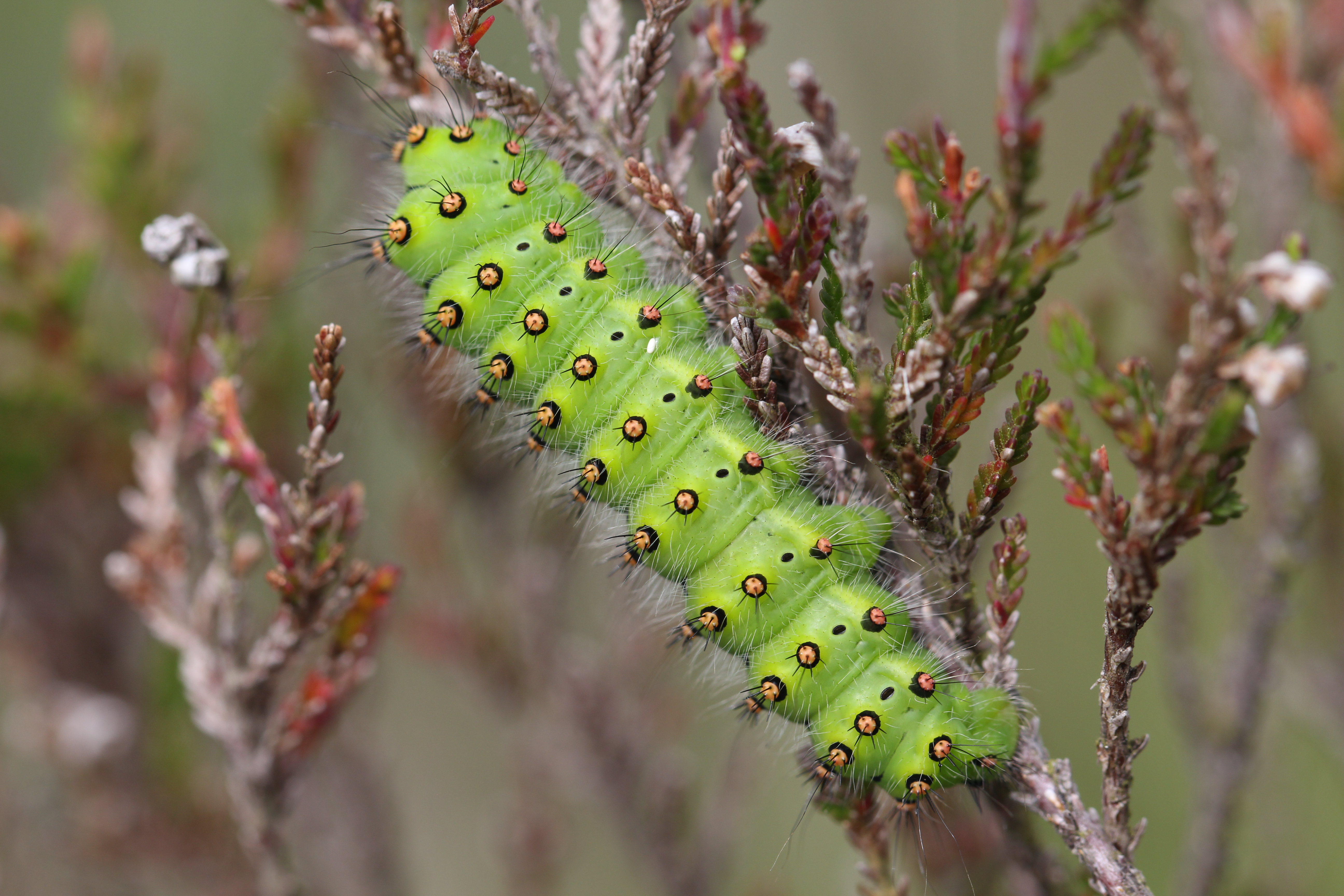
Gąsienica pawicy grabówki na wrzosie

Korzenie wrzosu funkcjonują w symbiozie ze strzępkami grzybni tworzącej mikoryzę erikoidalną, typową dla roślin wrzosowatych. Grzyby wymieniają związki odżywcze uzyskane w wyniku enzymatycznego rozkładu złożonych związków organicznych występujących w glebie na węglowodany powstające w roślinach w wyniku fotosyntezy. Dzięki mikoryzie wrzos zyskuje także odporność na wysokie stężenia metali ciężkich w glebie. Wśród grzybów mikoryzowych pozyskanych z włośników wrzosów dominuje Hymenoscyphus ericae z rzędu tocznikowców Helotiales (Ascomycota), ale mniej liczne są różne inne gatunki, w tym szereg z rzędu patyczkowców Leotiales. Skład mykobioty mikoryzowej i endofitów u wrzosu nie wykazuje istotnych różnic w stosunku do innych wrzosowatych rosnących także na innych kontynentach, w Ameryce Północnej i Australii. Na żywych pędach wrzosu stwierdzano takie grzyby jak: Hymenochaete corrugata (szczeciniakowate), Tremella callunicola (trzęsakowate), Mycena sanguinolenta (grzybówkowate), Belonopsis obscura (Dermateaceae), Keissleriella subalpina (Massarinaceae), Setulipes androsaceus (Omphalotaceae). Grzyby patogenne wymienione zostały w sekcji „Choroby”.
Na korzeniach wrzosu pasożytuje pszeniec leśny Melampyrum sylvaticum, a na jego pędach kanianka macierzankowa Cuscuta epithymum.
Wrzos, poza siedliskami mokradłowymi i skrajnie ubogimi, jako gatunek światłolubny ustępuje sukcesji roślin krzewiastych i drzew. Na siedliskach borowych wypierany jest przez krzewinki borówek i utrzymuje się na otwartych kobiercach mchów. Pędy wrzosów rosnące w kobiercach mchów pogrążane są w nich przez śnieg w okresie zimowym i obrastane są przez mech. Pogrążone w ten sposób pędy korzenią się, a ponad kobierzec mchów wyrastają nowe pędy roczne. Na torfowiskach przy wzroście dostępności związków azotu w glebie wrzos ustępuje trzęślicy modrej. Konkurencyjność trzęślicy zwiększa także zimowy wypas wrzosowisk. Wrzos oddziałuje silnie allelopatycznie na wzrost innych roślin (w badaniach wykazano takie oddziaływanie np. na koniczynę łąkową), przy czym przyczyną tych oddziaływań są najwyraźniej zawarte we wrzosie fenole.
Kwiaty wrzosu odwiedza 8 gatunków pszczolinek, lepiarkowate, porobnice, smukliki i wiele gatunków trzmieli i motyli. Zapylane są także przez wciornastki. Liście wrzosu zjadane są przez gąsienice 27 gatunków motyli, a także zwińcowate i tasznikowate. Sok z roślin spijają dorosłe i larwy Kleidocerys ericae – pluskwiaków różnoskrzydłych z rodziny zwińcowatych. Na pąkach żeruje przedstawiciel tasznikowatych – Systellonotus triguttatus, a na kwiatach, z tej samej rodziny Orthotylus ericetorum, a także Ceratothrips ericae z wciornastkowatych. Na liściach żerują Altica ericeti, Altica oleracea i Lochmaea suturalis ze stonkowatych. Nasiona wrzosu są przenoszone przez robotnice murawki darniowca Tetramorium caespitum. 
Krzewinki wrzosu wykorzystywane są jako szkielet do budowy mrowisk przez mrówki z gatunku podziemnica zwyczajna Lasius flavus. Mrówki te nanoszą na wrzos ziarna piasku przysypując jego pędy, co powoduje silne ich rozkrzewianie się i rozwój korzeni przybyszowych. Cała roślina tworzy w ten sposób szkielet dla sukcesywnie powiększającego się mrowiska, przy czym wystające nad mrowisko końce pędów są krótkie, a kwiatostany na nich nie przekraczają z reguły 4 cm długości.
Wrzos jest istotną, całoroczną rośliną pokarmową dla pardwy mszarnej (w przypadku podgatunku – pardwy szkockiej – stanowi w okresie jesienno-zimowym ok. 90% pożywienia, a tylko wczesnym latem jego udział spada do ok. 50%), pardwy górskiej i głuszca. Korzystnie na rozwój wrzosowisk wpływa żerowanie królików zgryzających i odnawiających krzewinki oraz ograniczających rozwój traw. Podobny efekt daje wypas owiec stanowiący tradycyjną formę użytkowania rozległych wrzosowisk w niektórych obszarach. Zalecana w celu ochrony wrzosowisk obsada owiec wynosi 0,7 do 1,4 zwierząt na ha−1.

## Taksonomia, nomenklatura i zmienność
Monotypowy rodzaj Calluna R. A. Salisbury, Trans. Linn. Soc. London 6: 317. 1802 należy do plemienia Ericeae wspólnie z rodzajami Bruckenthalia, Daboecia i Erica z podrodziny Ericoideae Link. Naukowa nazwa rodzajowa Calluna wywodzi się z greckiego słowa kallýno oznaczającego „czyszczę, zamiatam” czego powodem ma być prawdopodobnie wykorzystywanie pędów tej rośliny do wyrobu mioteł.
Przed powszechną akceptacją nomenklatury binominalnej gatunków wrzos opisywany był u Jacquesa Daléchamps'a i Pierandrei Matthioliego jako Erica prima, u Matthiasa de l’Obela i Pierre Pena jako Erica myrica folio, u Adriaana van Royena jako Erica foliis quadrifariam imbricatis. Karol Linneusz w Species Plantarum w 1753 nadał temu gatunkowi nazwę Erica vulgaris. Pod stosowaną współcześnie nazwę naukową pierwszy przeniósł ten gatunek John Hull w 1808 w dziele British Flora, or a Linnaean Arrangement of British Plants. 
W języku polskim wrzos dawniej zwany był wrzes od prasłowiańskiego vres, ale przybrał współczesną formę przed XII wiekiem w wyniku przegłosu polskiego. W innych językach słowiańskich nazywany podobnie – po czesku vřes, po rosyjsku вереск, po chorwacku vries, vriesak. Na Mazurach wrzosy nazywane były „wrzostem”. Od kwitnących wrzosów nazwany został w języku polskim dziewiąty miesiąc roku – wrzesień. Przed wyodrębnieniem rodzaju Calluna z rodzaju Erica na początku XIX wieku – wszyscy przedstawiciele rodzaju Erica (obecnie – wrzosiec) określani byli w języku polskim mianem „wrzosów”, i tak np. wrzosiec bagienny nazywany był „wrzosem błotnym”. Wrzosem nazywano również wrześnię. Zaznaczyć należy, że nazwa naukowa Erica nadana pierwotnie wrzosowi, a następnie przeniesiona na wrzosiec, od której wywodzi się nazwa rodziny wrzosowatych – Ericaceae, pochodzi od greckiego słowa ereico – „łamię” i użyta została ze względu na łatwość z jaką pędy wrzosu dają się łamać.
W obrębie gatunku obok formy typowej o nagich pędach (var. vulgaris, var. geuina Regel, var. glabra Neilr.) wyróżnia się jedną odmianę – var. hirsuta Presl (= var. pubescens Koch) – o białawo lub szaro owłosionych gałązkach i liściach. W Polsce występuje na Śląsku oraz w Puszczy Białowieskiej.
W obrębie odmiany typowej wyróżnia się dość pospolitą formę o kwiatach białych – f. albiflora.
W Anglii odnaleziono mieszańca międzyrodzajowego wrzosu zwyczajnego i wrzośca popielatego Erica cinerea nazwanego erikalluną Beale'a ×Ericalluna bealeana Krüssm. Krzewinka ta osiąga 35 cm wysokości, ma liście nakrzyżległe lub po trzy w okółkach, do 3 mm długości, z nielicznymi włoskami na szczycie, kwiaty czterokrotne, z płaską, otwartą koroną.

## Zastosowanie
Wrzos należał do roślin wszechstronnie wykorzystywanych, zwłaszcza na obszarach, gdzie dominował w krajobrazie nie pozostawiając ich mieszkańcom innych alternatyw. Tak było na przykład w Szkocji. Tam pędy wrzosu wykorzystywane były do wyrobu mioteł, strzech na chatach (także w Laponii) i dodawano je do gliny, torfu i nawozu zwierzęcego podczas wyrobu ścian, układając bryły korzeniowe wrzosu korzeniami na zewnątrz domostw. Z pędów zaplatano także powrozy, a z korzeni wytaczano uchwyty narzędzi. Wobec braku alternatywy wrzos był także rośliną pastewną i na wrzosowiskach odnawianych ogniem wypasano owce (ogień powodował rozkrzewianie wrzosu, którego młodymi pędami żywiły się zwierzęta oraz wymuszał rozkrzewianie się roślin przy powierzchni gruntu). Gdzie indziej także na młodych pędach wrzosu spasano konie i bydło. Suchy chrust wrzosowy stosowany był jako opał, a cienkimi pędami wypychano materace. Wyrabiano z tej rośliny także piwo wrzosowe zwane Fraoch, warzone zwłaszcza na wyspie Islay. Wiersz o wielkiej wartości przepisu na piwo wrzosowe dla Piktów napisał Robert Louis Stevenson. Z wrzosów powstaje uznawany za zdrowy i ceniony miód wrzosowy, dodawany m.in. do likierów. W różnych obszarach Europy Północnej dodawano kwiatów wrzosu podczas wyrobu wina. Wrzos stosowany był także jako surogat herbaty i jako źródło żółtego barwnika stosowanego do barwienia tkanin.

### Roślina lecznicza
Wrzos jest rośliną leczniczą, na którą zapotrzebowanie jest zmienne i z naddatkiem zaspakajane z bogatych zasobów naturalnych. Wielkość pozyskania jest na tyle nieduża, że nie wpływa na zasoby gatunku. Po raz pierwszy jako roślina lecznicza opisany został w XV wieku przez Hieronymusa Brunschwiga. W następnym wieku wspominany był przez Pierandreę Matthioliego, Hieronima Bocka i Theodorusa Tabernaemontanusa. Wykorzystywany jest w lecznictwie ludowym i w homeopatii. Należy do ziół raczej rzadko wykorzystywanych.
Surowiec zielarskiZiele wrzosu (Herba Calunae, dawniej Herba Ericae), kwiaty wrzosu (Flos Callunae, dawniej Flores Ericae).
Zbiór i suszenieZiele i kwiaty pozyskuje się w początkach kwitnienia, pod koniec sierpnia, ścina się gałązki z kwiatami w połowie ich wysokości. Kwiaty zbiera się ręcznie. Surowiec suszy się w miejscach przewiewnych i zacienionych. Same kwiaty suszy się w cienkich warstwach na powietrzu lub w suszarniach w temperaturze około 40 °C, ziele w suszarniach w temperaturze do 60 °C. Kwiaty przechowuje się w skrzynkach wykładanych papierem lub workach w miejscach suchych i przewiewnych. Prawidłowo wysuszony surowiec powinien zachować różowofioletową barwę kwiatów. W celu uzyskania 1 kg suszu potrzeba około 4,5 kg świeżych kwiatów, a w przypadku ziela – 3,5 kg pędów.
DziałaniePrzeciwzapalne (zwłaszcza na cewkę moczową), moczopędne (dzięki flawonoidom), przeciwreumatyczne, uspokajające i napotne. Wrzos wzmagać ma także wydzielanie soku żołądkowego za sprawą związków goryczowych i działać słabo rozkurczowo. W lecznictwie ludowym stosowany był zwłaszcza w celu odkażania dróg moczowych i jako środek uspokajający przy bezsenności. Działanie przeciwbakteryjne jest skuteczne przy alkalicznym odczynie moczu, bowiem wówczas w wyniku hydrolizy arbutyna ulega rozkładowi na hydrochinon. Przeciwbakteryjnie działają także związki polifenolowe. Hamująco na rozwój flory bakteryjnej w przewodzie pokarmowym wpływają garbniki. Ziele stosuje się przy schorzeniach dróg moczowych, chorobach nerek i przewodu pokarmowego, przeroście prostaty oraz pomocniczo przy chorobach reumatycznych, chorobach wątroby i bezsenności, przy zaburzeniach krążenia i menstruacji podczas przekwitania. W lecznictwie ludowym kąpiele z wrzosu stosowano także przy krzywicy, a ziele przy schorzeniach dróg oddechowych i chorobach reumatycznych.
Ziele wrzosu działać ma także ściągająco i odkażająco na skórę i wykorzystywane jest w tym zakresie w kosmetyce.
Skuteczność preparatów ziołowych z wrzosu nie jest udowodniona.
DawkowanieZ kwiatów sporządza się odwar (1–1,5 łyżki surowca na 250 ml wody). Pije się ok. 100 ml odwaru 2–3 razy dziennie. Odwar stosowany po posiłku stosuje się jako środek moczopędny i przeciwzapalny dla dróg moczowych, a przed posiłkiem przy problemach z układem pokarmowym. W ziołolecznictwie wrzos stosowany jest jednak najczęściej w mieszankach z innymi, podobnie działającymi ziołami.
Zastosowanie w weterynariiRegionalnie w lecznictwie ludowym podawano napar z ziela wrzosu krowom chorującym na pryszczycę.

### Roślina miododajna

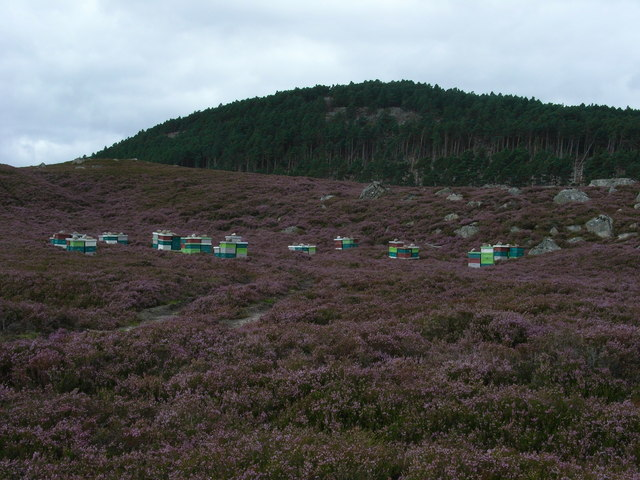
Ule na wrzosowisku

Wrzos należy do szczególnie cenionych roślin miododajnych. Miód wrzosowy należy do najlepszych miodów kwiatowych, ma konsystencję galaretowatą i jest trudny do odwirowania z plastrów. Znalazł zastosowanie głównie w leczeniu schorzeń prostaty. W stanie płynnym ma zabarwienie czerwonobrunatne i konsystencję galaretowatą. Ma też silny aromat i charakterystyczny ostry słodko-gorzki smak. Z jednego hektara wrzosowiska o średnim zagęszczeniu roślin pszczoły zbierają do 50–120 kg miodu, a w optymalnych warunkach nawet 200 kg miodu (w ciągu jednego dnia przybytek ula na wadze może wynieść 2–3 kg, a przy optymalnej pogodzie nawet 5 kg). Przeciętnie na 1 m² obserwuje się 6 pszczół, co dla 1 ha oznacza ich obecność w liczbie 60 tys. Odpowiada to dwóm pniom i taką ich liczbę na 1 ha wystawiają na wrzosowiskach pszczelarze wędrujący z pasiekami. Miód wrzosowy bywa pozostawiany pszczołom na zimę, ponieważ umożliwia pasiece dobre zimowanie. Obnóże  z pyłku wrzosowego ma barwę białawą.

### Roślina ozdobna

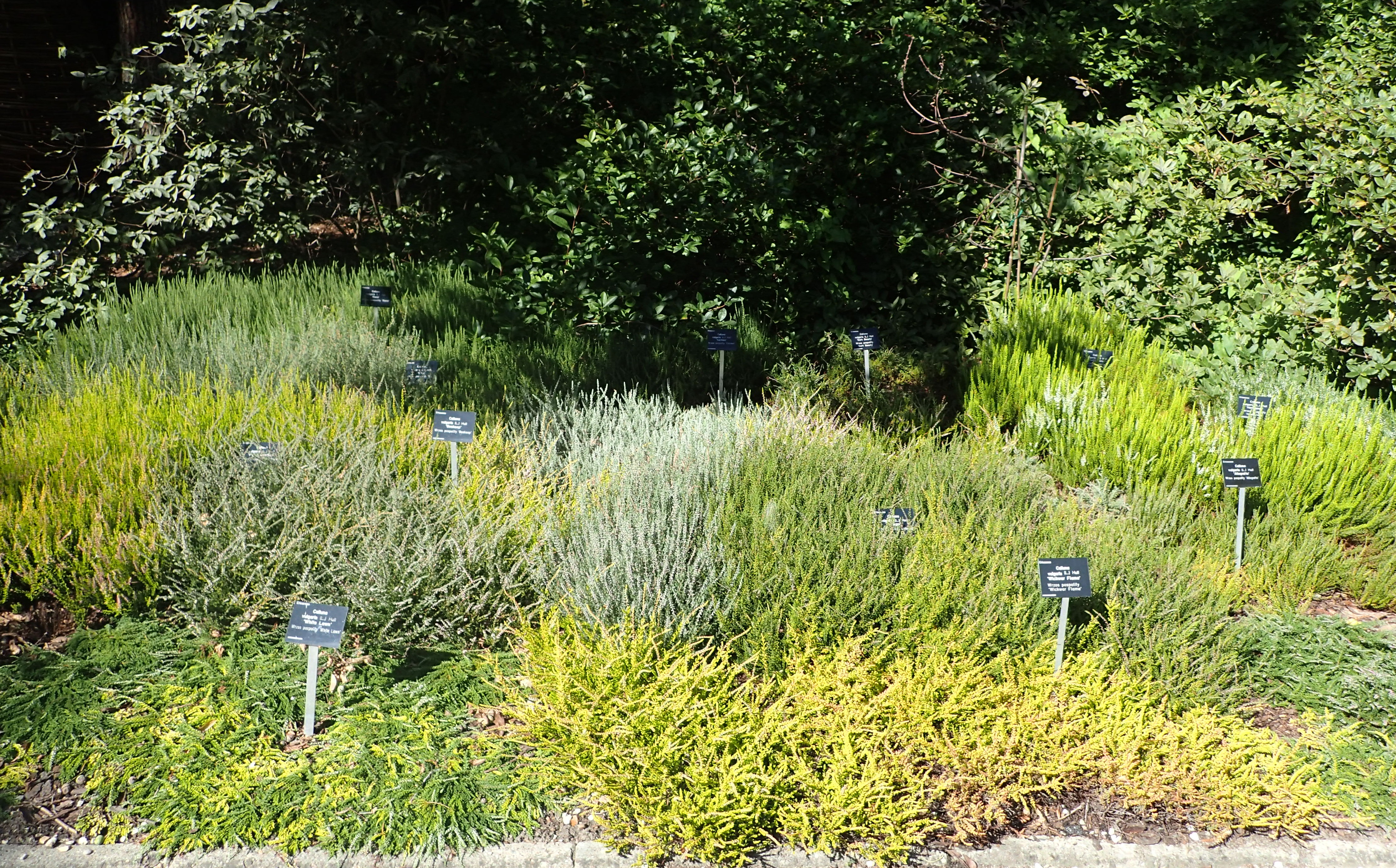
Wrzosowisko z odmianami ozdobnymi wrzosu w Ogrodzie Botanicznym Uniwersytetu Warszawskiego

Wrzos uprawiany jest jako roślina ozdobna. Wykorzystywany jest do wyrobu wieńców i suchych bukietów zimowych. Odmiany ozdobne stosuje się w urządzaniu terenów zielonych, ale sprawdzają się także w niewielkich ogrodach. Najlepiej wyglądają sadzone w stosunkowo dużych, nieregularnych grupach (po kilkanaście okazów jednej odmiany), optymalnie w towarzystwie kontrastująco ubarwionych i zróżnicowanych pokrojem i wysokością roślin. Wrzosy sprawdzają się jako rośliny okrywowe, w ogrodach skalnych, na obrzeżach rabat i dróg ogrodowych. Mogą być sadzone w wieloletnich kompozycjach w pojemnikach na balkonach i tarasach oraz jako ozdoba grobów. Do ostatniego zastosowania nadają się zwłaszcza wrzosy odmian pączkowych – odpornych na temperatury ujemne i długo utrzymujące barwne pąki kwiatowe (są konkurencyjne w czasie Święta Zmarłych wobec często wówczas przemarzających chryzantem).
Uprawa wrzosu jako rośliny ozdobnej stała się popularna dopiero po latach 20. XIX wieku, po sprowadzeniu do Europy wrzośców południowoafrykańskich. Przed wiekiem XIX wrzos w zasadzie nie był wspominany jako roślina ogrodowa. Za zmianę tego stanu rzeczy wpływ miała też rozwijająca się w tym wieku moda na Celtów i związane z tym zainteresowanie wrzosowiskami. Do 1838 znanych było 15 odmian uprawnych, na początku XXI wieku było ich już ponad tysiąc, z czego ok. stu rozpowszechnionych w uprawie. Prace hodowlane nad wrzosami prowadzą głównie szkółki roślin ozdobnych w Niemczech, Holandii i Wielkiej Brytanii.
Odmiany uprawne różnią się wysokością, pokrojem, barwą kwiatów i liści, terminami kwitnienia, kwiatami pojedynczymi, pełnymi lub pozostającymi cały czas w pąkach (tzw. wrzosy pączkowe).

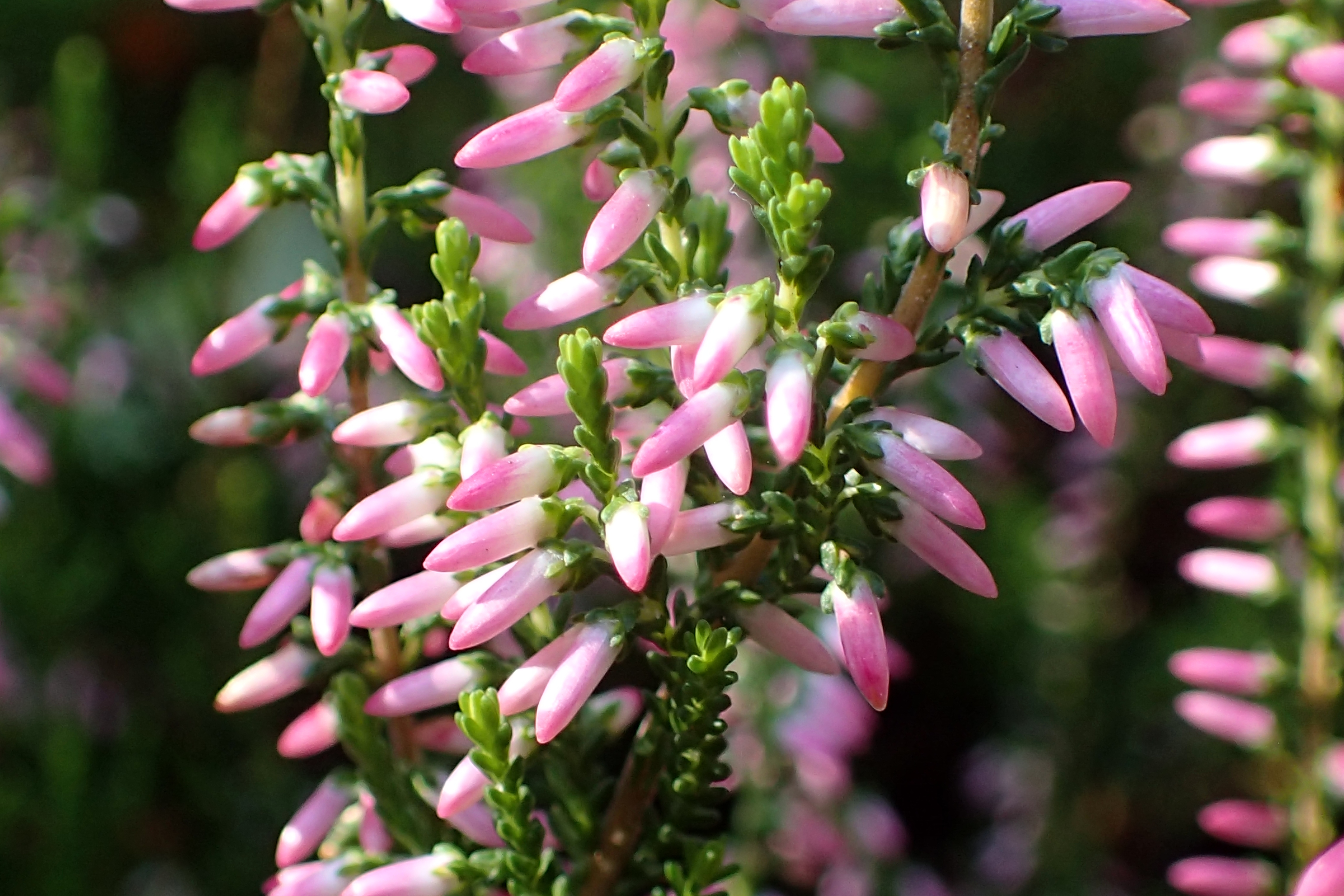
'Pink Alicia' odmiana o kwiatach różowych pąkowych
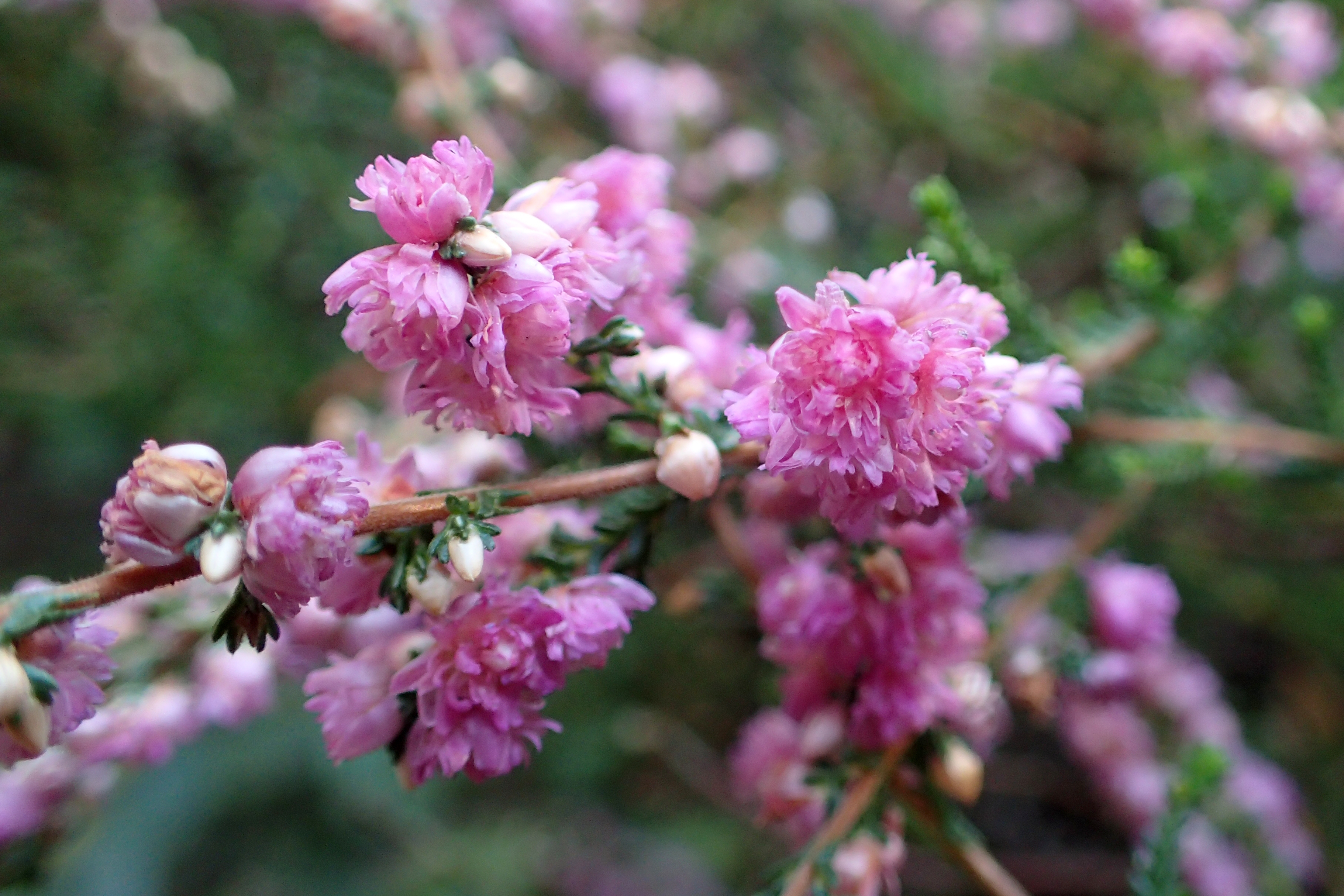
'Moritz' odmiana o kwiatach różowych pełnych
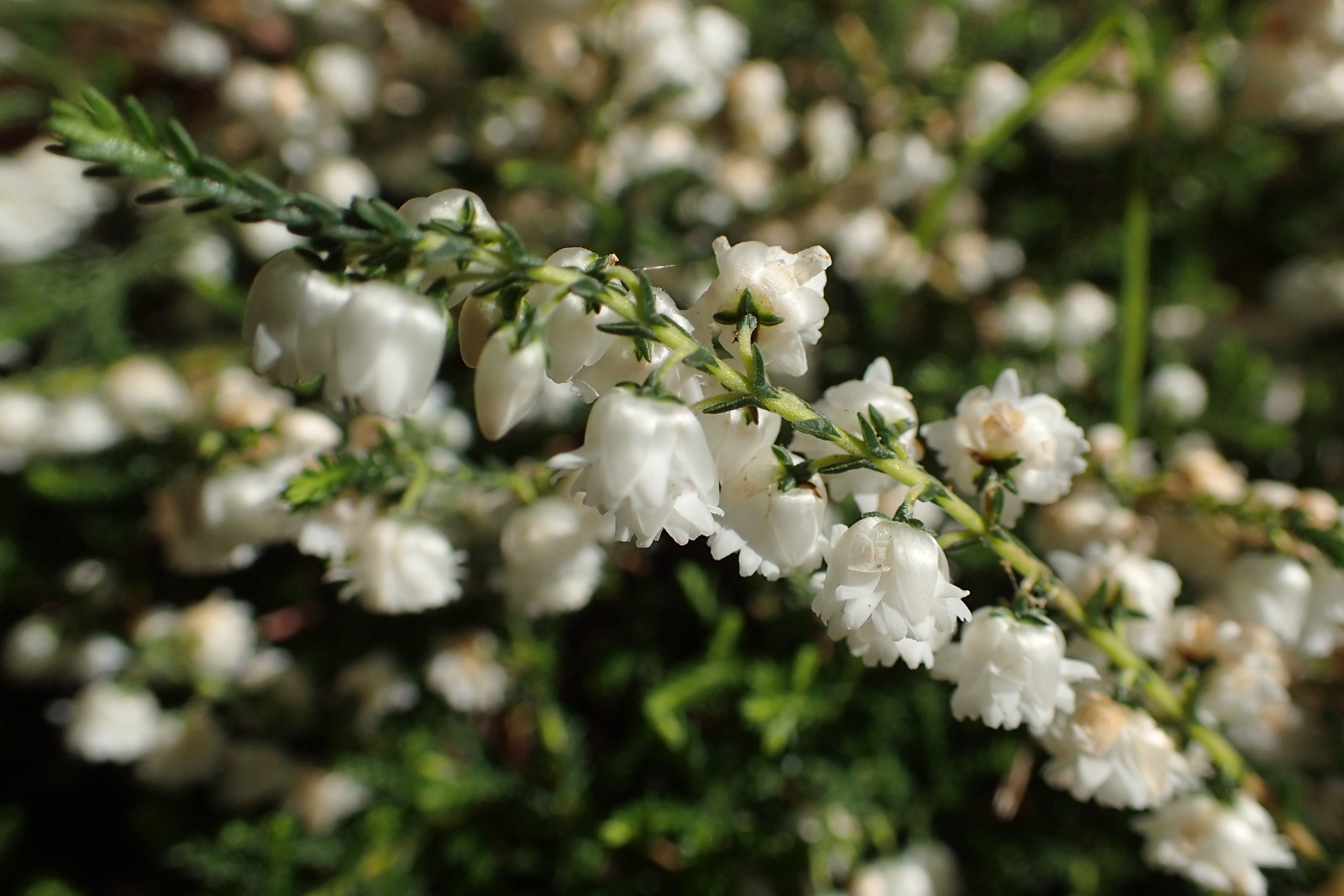
'White Coral' odmiana o kwiatach białych pełnych

## Uprawa
WymaganiaW Polsce wrzos jest całkowicie odporny na mróz (strefy mrozoodporności 4-9). Wymaga gleby kwaśnej (pH od 3,5 do 5,5), mało żyznej i najlepiej żwirowej. Preferuje miejsca osłonięte od wiatru i dobrze nasłonecznione. Wrzos źle znosi stagnowanie wody i już po kilkunastogodzinnym zalaniu korzeni może dojść do zamarcia całej rośliny. Dlatego podłoże musi być przepuszczalne lub zdrenowane tak, by woda nie stagnowała przynajmniej do głębokości 30 cm. Rośliny sadzi się w podłoża dedykowane roślinom wrzosowatym lub do przygotowanego podłoża w postaci mieszaniny ziemi ogrodowej i kory iglastej lub nieodkwaszonego torfu wysokiego. W celu zaszczepienia wspomagających wzrost grzybów mikoryzowych zalecane jest dodanie ziemi wrzosowej lub ściółki z lasu iglastego.
RozmnażanieW produkcji towarowej wrzosy rozmnażane są wegetatywnie za pomocą sadzonek. Pozyskuje się je z roślin 2–4-letnich w okresie od lipca do października i sadzi po użyciu ukorzeniacza w torfie wysokim. Sadzonki powinny mieć około 3 cm długości i lepiej się ukorzeniają jeśli są pozyskane z tzw. piętką – kawałkiem kory rośliny macierzystej. Sadzonki zaleca się zimować w miejscu osłoniętym, o wyrównanej temperaturze.
Na mniejszą skalę wygodnym sposobem rozmnażania są odkłady. Pędy przeznaczone do tego umieszcza się na odcinku ok. 10 cm w rowku w podłożu i po przymocowaniu przysypuje ziemią, tak by ich końce wystawały pionowo ku górze. Odkłady tworzyć można przez cały rok, ale najlepiej udają się wiosną. Ukorzenienie pędów następuje w ciągu 10–12 miesięcy i po tym czasie mogą być one oddzielone od rośliny matecznej. Przy sadzeniu młodych roślin stosuje się rozstaw 20×30 cm lub 30×40 cm (ok. 10 roślin na 1 m²). Sadzić należy rośliny nieco głębiej niż rosły w pojemnikach, w których były sadzonkowane.
Przy rozmnażaniu z nasion wysiewa się je od razu po dojrzeniu (w październiku lub listopadzie), ewentualnie w lutym. Wysiewa się nasiona na powierzchnię gleby lub przykrywa nią bardzo płytko. Stratyfikacja nasion przez 4 lub więcej tygodni wspomaga ich kiełkowanie.
PielęgnacjaZe względu na płytkie korzenienie się wrzosów, nie zaleca się spulchniania i przekopywania ziemi wokół nich. Z kolei dobrze działa ściółkowanie gleby za pomocą torfu, kory iglastej lub ściółki iglastej. Mimo odporności na suszę, dla dobrego efektu zaleca się podlewanie wodą pozbawioną związków wapnia (najlepiej deszczówką) w okresie poprzedzającym i w trakcie kwitnienia. Podobnie dobre efekty dla wyglądu roślin ma umiarkowane nawożenie nawozami fizjologicznie kwaśnymi. Mimo mrozoodporności zaleca się okrywanie zimą wrzosów gałęziami drzew iglastych lub włókniną. W celu odmłodzenia i odpowiedniego zagęszczenia roślin zaleca się ich przycinanie na początku kwietnia. Koszenie w celu odmłodzenia wrzosów wykonuje się także jako zabieg ochronny na wrzosowiskach poddanych ochronie. Przy przycinaniu pędów nie należy ścinać ich do części zdrewniałej, ponieważ tak silnie przycięte nie wypuszczą już nowych pędów.

## Choroby
- Fytoftoroza – choroba wywoływana przez lęgniowce z rodzaju Phytophthora, zwłaszcza Ph. cinnamomi[60], a także Ph. citricola[61], Ph. kernoviae i Ph. ramorum[30]. Jej skutkiem jest matowienie i brązowienie liści oraz pędów i zgnilizna korzeni. Rozwojowi choroby sprzyja uprawa w dużej ilości torfu, w miejscu lub sąsiedztwie chorujących już roślin, wysokie temperatury. Chore rośliny należy usuwać, a w miejscu ich uprawy i w sąsiedztwie stosować fungicydy[60]. W celu minimalizacji ryzyka wystąpienia choroby należy stosować dodatek kompostowanej kory do podłoża oraz obsypywać nią podłoże wokół roślin[62].
- Rizoktonioza – choroba powodowana przez anamorficzny grzyb Rhizoctonia solani. Porażane są korzenie w wierzchniej warstwie gleby, na których rozwijają się wodniste, brązowe plamy. Nekroza powoduje następnie obumieranie pędów, choć rzadko całych roślin. Chore pędy należy wycinać, rośliny opryskiwać fungicydami, podlewać nimi też podłoże w otoczeniu porażonych roślin[60].
- Mączniak prawdziwy – w przypadku wrzosów choroba powodowana jest przez Erysiphe polyphaga. Chore rośliny rosną wolno, na pędach pojawia się mączysty nalot grzybni. Porażone pędy należy wycinać i palić, a rośliny opryskiwać parokrotnie różnymi fungicydami[60].
- Antraknoza – powodowana jest przez grzyb Colletotrichum gloeosporioides rozwijający się zwykle po zranieniu roślin. Na zainfekowanych pędach powstają brązowe, rozrastające się plamy. W rezultacie pędy więdną i ich wierzchołki zaginają się do dołu. Postępująca nekroza prowadzić może do obumierania pędów. W przypadku stwierdzenia choroby stosować fungicydy[60].
- Szara pleśń – powodowana przez grzyb Botrytis cinerea. Atakowane są rośliny rosnące w złych warunkach, zwłaszcza przegęszczone, w zbyt wielkiej wilgotności. Na porażonych pędach powstają wodniste, brązowe plamy zwykle u podstawy, w środku krzewinki. Pędy silnie porażone zamierają. Chore pędy należy wycinać, a rośliny opryskiwać fungicydami[60].

Wrzos może być także porażany przez opieńkę miodową Armillaria mellea.

## Zagrożenia i ochrona

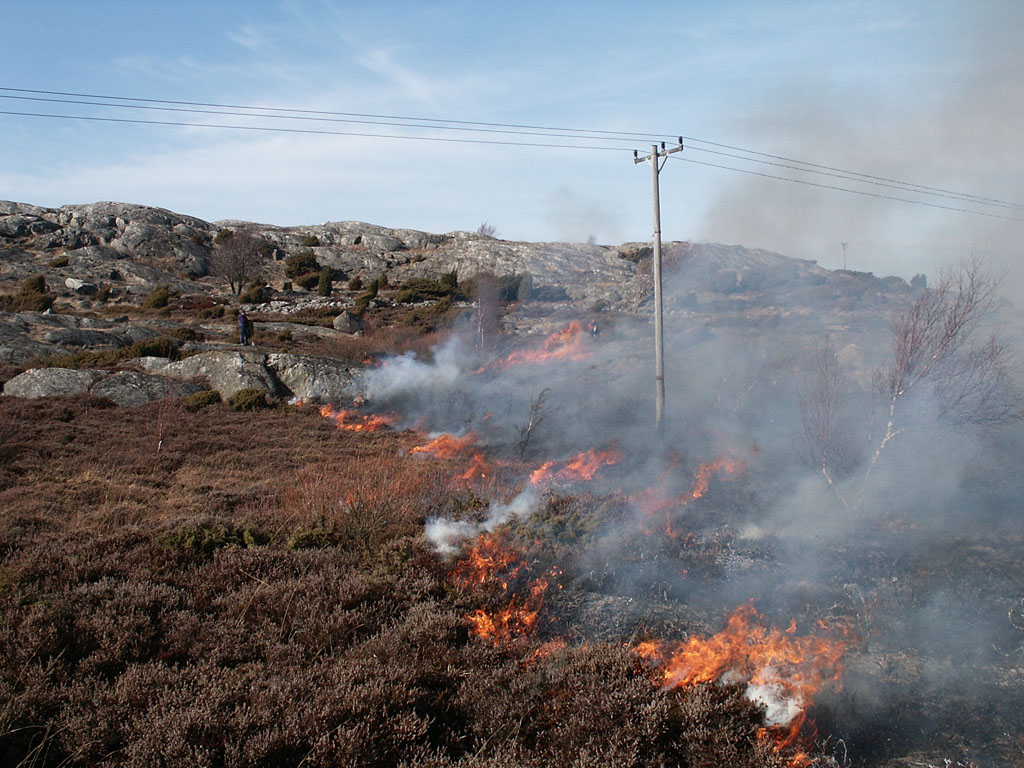
Wrzosowisko wypalane w Szwecji

Wrzos jako gatunek jest szeroko rozprzestrzeniony i ma wielkie zasoby, przedmiotem troski jest jednak zanikanie w skali całego kontynentu tworzonych przezeń wrzosowisk, co wiąże się z utratą różnorodności biologicznej (zanikaniem gatunków towarzyszących, zwłaszcza fauny). Za przyczynę tego stanu rzeczy uznaje się wzrost dostępności nutrientów, w szczególności związków azotu, co zwiększa konkurencyjność roślinności trawiastej.
Jako siedliska przyrodnicze chronione są w sieci Natura 2000 różne ekosystemy, w których wrzos odgrywa istotną rolę. W ramach siedliska 1230 klify na wybrzeżu Atlantyku i Bałtyku chronione są występujące w takich miejscach wrzosowiska z Ulex gallii i Scilla verna. Siedliskiem przyrodniczym są: nadmorskie wrzosowiska bażynowe (2140 i 2320); atlantyckie wrzosowiska z turzycami i wrzoścami Calluno-Ulicetea (2150); suche wrzosowiska z janowcem włosistym i angielskim (2310), suche wrzosowiska (Calluno-Genistion, Pohlio-Callunion, Calluno-Arctostaphylion) (4030); endemiczne wrzosowiska makaronezyjskie (4050); wrzosowiska wysokogórskie i borealne (4060); zarośla jałowca pospolitego na wrzosowiskach (5130); torfowiska wysokie (7110 i 7120); przejściowe (7140) i dywanowe (7150). Poza tym lokalnie wrzos może mieć ważną pozycję w siedliskach takich, jak wilgotne wrzosowiska z wrzoścem bagiennym (4010, tak jest w Polsce, gdzie wrzosiec bagienny jest rzadszym gatunkiem, a sam ten typ siedliska jest bardzo rzadki), bogate florystycznie górskie i niżowe murawy bliźniczkowe (6230), śródlądowe bory chrobotkowe, kwaśne dąbrowy (9190), lasy mieszane i bory na wydmach nadmorskich (2018), wilgotne zagłębienia międzywydmowe (2190). Z drugiej strony, ekspansja wrzosu może świadczyć o degradacji, ewentualnie sukcesji siedlisk takich jak nadmorskie wydmy szare (2130), torfowiska wysokie (7110).
Na obszarach pod wpływem klimatu atlantyckiego wrzosowiska są trwałym elementem krajobrazu, których sukcesja ekologiczna jest powstrzymywana z powodu silnego zubożenia gleby, a dodatkowo też wypalania i wypasania. Utrzymanie wrzosowisk w Europie Środkowej wymaga okresowego usuwania drzew i krzewów, koszenia lub wypalania. W celu odmłodzenia wrzosowisk wykasza się przemiennie kolejne jego płaty co 3–5 lat jesienią, po wysypaniu nasion. Drzewa i krzewy usuwa się wiosną. Ewentualne wypalanie (zawsze tylko dla części wrzosowiska) stosowane jest co 8–10 lat na przełomie zimy i wiosny. Utrzymaniu wrzosowisk sprzyja także wypasanie ich owcami wrzosówkami. 
Zachowaniu wrzosowisk sprzyja również użytkowanie ich jako poligony wojskowe.

## Znaczenie w kulturze

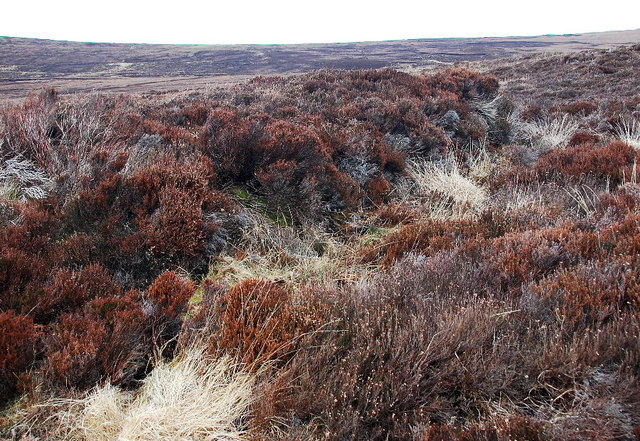
Wrzosowisko w marcu na Orkadach u wybrzeży Szkocji

Wrzos zwyczajny odgrywa szczególną rolę w kulturze krajów, gdzie pełni też znaczącą rolę w krajobrazie tj. w Irlandii i Szkocji, ale jest też jednym z narodowych symboli Norwegii. Liczne rody szkockie miały wrzos przedstawiony na swoich tarczach herbowych, a przywódcy rodu MacDonald przytwierdzali wiązkę wrzosów do swych włóczni.
Szczególne znaczenie, jako roślinie mającej przynosić szczęście, przypisywano rzadko spotykanym w naturze wrzosom kwitnącym na biało (brytyjski odpowiednik czterolistnej koniczyny). Białe wrzosy są w efekcie popularną ozdobą weselną, składnikiem bukietów panny młodej. Rzadkość ich występowania wiązano także z obfitującą w wojny historią Szkocji – wedle legend znaczyć miały bowiem miejsca, w których nie przelano krwi w bitwie, ewentualnie miejsca spoczynku wróżek (ang. Faeries). 
Biało kwitnące wrzosy wiązane są też z legendarną Malwiną mającą żyć w III wieku n.e. Bukiet wrzosów przyniósł jej posłaniec od jej narzeczonego – Oskara wraz z wieścią, że tuż po ich zerwaniu zginął on w bitwie. Łzy Malwiny zmieniły barwę kwiatów wrzosowych, a ona sama zaklęła białe kwiaty wrzosu, które mimo że stanowiły symbol jej żałoby, miały przynosić wszystkim ich znalazcom szczęście.
Wierzono także, że wrzos noszony przy sobie chroni przed przemocą, w tym zwłaszcza przed zgwałceniem. Spalenie przed domem paproci i wrzosu miało sprowadzać deszcz. Wrzos miał być świętą rośliną dla druidów. Roślina wykorzystywana była do „okiełzania złych duchów”. W aromaterapii używana jest do uwalniania pacjenta od różnorodnych problemów.
W Niemczech wierzono, że kwiaty wrzosu (niem. Heide) zawdzięczają swą barwę krwi zabitych pogan (niem. Heiden).
W kulturach anglojęzycznych od końca XIX wieku nadawane jest imię Heather ('wrzos'), od połowy XX wieku będąc jednym z bardziej popularnych imion żeńskich (w Stanach Zjednoczonych wyjątkowo nadawanym też chłopcom). W Stanach Zjednoczonych było w pierwszej dziesiątce imion żeńskich w latach 70. i 80. XX w., przekraczając 1 procent populacji, podczas gdy w pierwszej połowie XX w. i w XXI w. było o dwa rzędy wielkości mniej popularne. W innych krajach również jego popularność spada.